# Nacionalno prvenstvo ZDA 1908
Nacionalno prvenstvo ZDA 1908 v tenisu.

## Moški posamično
William Larned :  Beals Wright  6-1 6-2 8-6

## Ženske posamično
Maud Barger-Wallach :  Evelyn Sears  6-3, 1-6, 6-3

## Moške dvojice
Fred Alexander /  Harold Hackett :  Raymond Little /  Beals Wright 6–1, 7–5, 6–2

## Ženske dvojice
Evelyn Sears /  Margaret Curtis :  Carrie Neely /  Miriam Steever 6–3, 5–7, 9–7

## Mešane dvojice
Edith Rotch /  Nathaniel Niles :  Louise Hammond Raymond /  Raymond Little 6–4, 4–6, 6–4